# Январцево
Янва́рцево (каз. Январцево) — село в Байтерекском районе Западно-Казахстанской области Казахстана. Административный центр Январцевского сельского округа. Находится примерно в 101 км к востоку от села Перемётное. Код КАТО — 274479100.
Село расположено на правом берегу реки Урал.

## Население
В 1999 году население села составляло 1776 человек (849 мужчин и 927 женщин). По данным переписи 2009 года, в селе проживали 1274 человека (615 мужчин и 659 женщин).

## История
Посёлок Январцевский входил в 1-й Уральский военный отдел Уральского казачьего войска.
В послевоенное время в селе действовала Январцевская машинно-тракторная станция. В 1985 году после укрупнения с соседним колхозом имени Панфилова (с центром в селе Кирсаново) Январцево стало центральной усадьбой колхоза «Путь к коммунизму» Приурального района.